# Burg Rüdenberg
Die Burg Rüdenberg ist die Ruine einer Höhenburg über der Waldach beim Weiler Unterwaldach des Ortsteils Cresbach der Gemeinde Waldachtal im Landkreis Freudenstadt in Baden-Württemberg.

## Geographische Lage
Die Burg liegt auf dem etwa 555 m ü. NN hohen Mündungssporn des kleinen westlichen Zuflusses Weiherbach in die hier noch nordwärts laufende Waldach in einer Höhe 30 bis 40 Meter über dem Talgrund, wo wenige Gebäude an der Straße Am Rüdenberg südlich der geschlossenen Ortslage von Unterwaldach stehen.

## Geschichte und Beschreibung
Errichtet wurde die Burg vermutlich zwischen den Jahren 1220 und 1250 von den Kecheler von Rüdenberg. Ab 1406 gehörte sie Ruprecht III. von der Pfalz, 1440 kam sie an die Württemberger.
Die Burg war vermutlich eine Turmburg, umgeben von einem kleinen Graben, einem Wall, auf dem eine Mauer stand, einer Ringmauer und einem Halsgraben zum Bergrücken hin.
Die Burgstelle zeigt noch Mauern des ehemaligen Bergfrieds mit Resten der Wehrmauern nach Norden und Süden. Auf die Zerstörung der Burg weisen Brandspuren an den noch sichtbaren Balkenauflagern des Turms hin.